# Rivière Plate (rivière Portneuf Est)
Pour les articles homonymes, voir Plate et Rivière Plate.
La rivière Plate est un affluent de la rivière Portneuf Est, coulant sur la rive Nord-Ouest du fleuve Saint-Laurent, dans le territoire non organisé du Lac-au-Brochet, dans la municipalité régionale de comté (MRC) de La Haute-Côte-Nord, dans la région administrative de la Côte-Nord, dans la Province de Québec, au Canada.
La vallée de la rivière Plate étant encastrée entre les montagnes est difficile d’accès par les routes forestières. La route forestière la plus près dessert la zone de l’embouchure de la rivière Portneuf Est. Cette route forestière se relie au réseau routier québécois via la route forestière de la vallée de la rivière Portneuf,,.
La foresterie constitue la principale activité économique du secteur ; les activités récréotouristique, en second.
La surface de la rivière Plate est habituellement gelée de la fin novembre au début avril, toutefois la circulation sécuritaire sur la glace se fait généralement de la mi-décembre à la fin mars.

## Géographie
Les principaux bassins versants voisins de la rivière Plate sont :
- côté Nord : rivière Portneuf Est, lac Tremblay, rivière du Sault aux Cochons ;
- côté Est : rivière Portneuf Est, ruisseau à la Loutre, Lac à la Loutre, rivière Rocheuse ;
- côté Sud : rivière Portneuf Est, lac Grand-Mère, lac Antoine, rivière Portneuf ;
- côté Ouest : lac Bellechasse, lac Patien, Lac Emmuraillé, rivière Portneuf[2].

La rivière Plate prend sa source à l'embouchure d’un lac non identifié (longueur : 0,2 km ; altitude : 611 m), dans le canton de Lefebvre. L’embouchure de ce lac est situé à 12,7 km à l’Est du Lac Patien ; à 15,4 km à l’Ouest de la confluence de la rivière Plate et de la rivière Portneuf Est ; à 17,7 km au Nord-Ouest de la confluence de la rivière Portneuf Est et de la rivière Portneuf.
À partir du lac de tête, la rivière Plate coule généralement vers le Sud-Est entièrement en zones forestières sur 20,1 km selon les segments suivants :
Cours supérieur de la rivière Plate (segment de 9,9 km)
- 1,4 km vers le Sud-Est notamment en traversant sur 0,3 km un lac non identifié, jusqu’à la décharge (venant du Sud-Ouest) d’un lac non identifié ;
- 2,7 km vers le Sud-Est jusqu’à la décharge (venant du Nord) d’un lac non identifié ;
- 4,2 km vers le Sud-Est en traversant une zone de marais jusqu’à la rive Nord du lac Plat ;
- 1,6 km vers le Sud, en traversant le lac Plat (longueur : 2,0 km ;

altitude : 513 m) jusqu’à son embouchure. Note : la partie Nord du lac fait partie du canton de Bayfield.
Cours inférieur de la rivière Plate (segment de 10,2 km)
- 1,6 km vers l’Est, puis en formant un crochet vers le Nord avant de traverser vers le Nord-Est un lac non identifié (longueur : km ; altitude : m), jusqu’à son embouchure ;
- 1,1 km vers le Sud-Est, jusqu’à la décharge (venant du Sud-Ouest) d’un ensemble de lacs dont les lacs Barbu, à la Main, Martin et Boas ;
- 0,2 km vers l’Est, jusqu’à la décharge du Lac du Baume (venant du Sud) ;
- 1,7 km vers l’Est, jusqu’à la décharge (venant du Nord) d’un lac non identifié ;
- 2,2 km vers le Nord-Est, jusqu’à un ruisseau de montagne (venant du Nord-Ouest) ;
- 3,4 km vers le Sud-Est en serpentant dans une vallée évasée bordée par les montagnes, jusqu'à la confluence de la rivière[2].

La rivière Plate se déverse dans une courbe de la rive Ouest de la rivière Portneuf Est. Cette confluence est située dans une vallée étroite encaissée entre les montagnes, à :
- 3,4 km au Nord-Ouest de la confluence de la rivière Portneuf Est et de la rivière Portneuf ;
- 55,7 km à l’Ouest de la confluence de la rivière Portneuf et du fleuve Saint-Laurent ;
- 52,3 km au Sud-Ouest du centre-ville de Forestville ;
- 61,1 km au Nord-Ouest du centre du village des Escoumins ;
- 77,7 km au Nord-Ouest du centre du village de Tadoussac[2].

## Toponymie
Le nom de la rivière apparait sur une carte des années 1960[Laquelle ?]. Le toponyme rivière Plate a été officialisé le 8 octobre 1971 à la Banque des noms de lieux de la Commission de toponymie du Québec.